# W krzywym zwierciadle: Szkolna wycieczka
W krzywym zwierciadle: Szkolna wycieczka (tytuł oryg. National Lampoon's Senior Trip) – amerykańsko-kanadyjski film komediowy z 1995 roku w reżyserii Kelly’ego Makina i Alana Smithee.
Tytuł alternatywny: Rozrabiaki w Waszyngtonie.

## Fabuła
Uczniowie najstarszej klasy szkoły średniej narażają się dyrektorowi Mossowi (Matt Frewer). Za karę muszą napisać list do prezydenta Stanów Zjednoczonych z propozycjami reformy szkolnictwa. Wkrótce głowa państwa zaprasza autorów pisma do Waszyngtonu. Młodzi ludzie rozpoczynają pełną niespodzianek podróż. Muszą m.in. stawić czoło podstępnemu senatorowi.

## Obsada
- Matt Frewer – Dyrektor Todd Moss
- Valerie Mahaffey – Pani Milford
- Jeremy Renner – Dags
- Rob Morre – Reggie
- Danny Smith – Virus
- Tara Strong – Carla Morgan
- Sergio Di Zio – Steve Nisser
- Fiona Loewi – Lisa Perkins
- Kathryn Rose – Wanda
- Nicole de Boer – Meg Smith
- Michael Blake – Herbert
- Carol Ng – Du Mi Wong
- Eric Edwards – Miosky
- Tommy Chong – Red
- Kevin McDonald – Travis